# البرج (بني سويف)
قرية البرج هي إحدى القرى التابعة لمركز ناصر في محافظة بني سويف في جمهورية مصر العربية. حسب إحصاءات سنة 2006، بلغ إجمالي السكان في البرج 4436 نسمة، منهم 2241 رجل و2195 امرأة.